# Gautier Larsonneur
Gautier Larsonneur (Saint-Renan, 23 febbraio 1997) è un calciatore francese, portiere del Saint-Étienne.

## Caratteristiche tecniche
È un portiere affidabile e dotato di buona personalità.

## Carriera

### Club
Cresciuto nel settore giovanile del Brest, ha esordito in prima squadra l'8 agosto 2017 in occasione dell'incontro di Coupe de la Ligue perso ai rigori contro il Paris FC. L'11 agosto debutta in Ligue 2 nello 0-0 contro il Gazélec Ajaccio. Diventato titolare fisso tra i pali, chiude la stagione con 38 reti subite in 37 partite e il Brest eliminato ai play-off.
Il 12 luglio 2022 viene acquistato a titolo temporaneo dal Valenciennes, tuttavia nella sessione invernale di calciomercato viene richiamato dal prestito e ceduto a titolo definitivo al Template:Calcio Saint-Etienn.

### Nazionale
Debutta con la Francia Under-21 il 25 maggio 2018 nell'amichevole giocata a Bienne contro i pari età della Svizzera.

## Statistiche

### Presenze e reti nei club
Statistiche aggiornate al 8 dicembre 2024.
| Stagione             | Squadra              | Campionato           | Campionato | Campionato | Coppe nazionali | Coppe nazionali | Coppe nazionali | Coppe continentali | Coppe continentali | Coppe continentali | Altre coppe | Altre coppe | Altre coppe | Totale | Totale |
| Stagione             | Squadra              | Comp                 | Pres       | Reti       | Comp            | Pres            | Reti            | Comp               | Pres               | Reti               | Comp        | Pres        | Reti        | Pres   | Reti   |
| -------------------- | -------------------- | -------------------- | ---------- | ---------- | --------------- | --------------- | --------------- | ------------------ | ------------------ | ------------------ | ----------- | ----------- | ----------- | ------ | ------ |
| 2017-2018            | Brest                | L2                   | 36+1       | -38 + -2   | CF+CdL          | 0+1             | 0               | -                  | -                  | -                  | -           | -           | -           | 38     | -40    |
| 2018-2019            | Brest                | L2                   | 37         | -34        | CF+CdL          | -               | -               | -                  | -                  | -                  | -           | -           | -           | 37     | -34    |
| 2019-2020            | Brest                | L1                   | 27         | -34        | CF+CdL          | 1+0             | -2 + 0          | -                  | -                  | -                  | -           | -           | -           | 28     | -36    |
| 2020-2021            | Brest                | L1                   | 35         | -62        | CF              | 0               | 0               | -                  | -                  | -                  | -           | -           | -           | 35     | -62    |
| 2021-2022            | Brest                | L1                   | 0          | 0          | CF              | 3               | -2              | -                  | -                  | -                  | -           | -           | -           | 3      | -2     |
| Totale Brest         | Totale Brest         | Totale Brest         | 136        | -170       |                 | 5               | -4              |                    | -                  | -                  |             | -           | -           | 141    | -174   |
| 2022-gen. 2023       | Valenciennes         | L2                   | 17         | -14        | CF              | 1               | 0               | -                  | -                  | -                  | -           | -           | -           | 18     | -14    |
| gen.-giu. 2023       | Saint-Étienne        | L2                   | 21         | -26        | CF              | 0               | 0               |                    | -                  | -                  |             | -           | -           | 21     | -26    |
| 2023-2024            | Saint-Étienne        | L2                   | 32+3       | -20 + -3   | CF              | 1               | -1              |                    | -                  | -                  |             | -           | -           | 36     | -24    |
| 2024-2025            | Saint-Étienne        | L1                   | 14         | -32        | CF              | 0               | 0               |                    | -                  | -                  |             | -           | -           | 14     | -32    |
| Totale Saint-Étienne | Totale Saint-Étienne | Totale Saint-Étienne | 70         | -81        |                 | 1               | -1              |                    | -                  | -                  |             | -           | -           | 72     | -82    |
| Totale carriera      | Totale carriera      | Totale carriera      | 223        | -265       |                 | 7               | -5              |                    | -                  | -                  |             | -           | -           | 230    | -270   |

### Cronologia presenze e reti in nazionale
| Cronologia completa delle presenze e delle reti in nazionale ― Francia under 21 | Cronologia completa delle presenze e delle reti in nazionale ― Francia under 21 | Cronologia completa delle presenze e delle reti in nazionale ― Francia under 21 | Cronologia completa delle presenze e delle reti in nazionale ― Francia under 21 | Cronologia completa delle presenze e delle reti in nazionale ― Francia under 21 | Cronologia completa delle presenze e delle reti in nazionale ― Francia under 21 | Cronologia completa delle presenze e delle reti in nazionale ― Francia under 21 | Cronologia completa delle presenze e delle reti in nazionale ― Francia under 21 |
| Data                                                                            | Città                                                                           | In casa                                                                         | Risultato                                                                       | Ospiti                                                                          | Competizione                                                                    | Reti                                                                            | Note                                                                            |
| ------------------------------------------------------------------------------- | ------------------------------------------------------------------------------- | ------------------------------------------------------------------------------- | ------------------------------------------------------------------------------- | ------------------------------------------------------------------------------- | ------------------------------------------------------------------------------- | ------------------------------------------------------------------------------- | ------------------------------------------------------------------------------- |
| 25-5-2018                                                                       | Bienne                                                                          | Svizzera under 21                                                               | 2 – 1                                                                           | Francia under 21                                                                | Amichevole                                                                      | -2                                                                              |                                                                                 |
| 15-11-2018                                                                      | Beauvais                                                                        | Francia under 21                                                                | 2 – 2                                                                           | Croazia under 21                                                                | Amichevole                                                                      | -2                                                                              |                                                                                 |
| Totale                                                                          |                                                                                 | Presenze                                                                        | 2                                                                               |                                                                                 | Reti                                                                            | -4                                                                              |                                                                                 |

## Palmarès

### Individuale
- Trophées UNFP du football: 1

Miglior portiere - Ligue 2: 2023-2024
Squadra della stagione - Ligue 2: 2023-2024